# 第35届八国集团首脑会议
第35届八国集团首脑会议（英語：35th G8 summit），于2009年7月8日–10日在意大利阿布鲁佐拉奎拉举行。

## 与会国家及其首脑

### 八国集团
- 加拿大总理：斯蒂芬·哈珀
- 法國总统：尼古拉·萨科齐
- 德国总理：安格拉·默克尔
- 義大利总理：西尔维奥·贝卢斯科尼
- 日本首相：麻生太郎
- 俄羅斯总统：德米特里·梅德韦杰夫
- 英国首相：戈登·布朗
- 美国总统：巴拉克·奥巴马

### G8+5
- 中华人民共和国主席：胡锦涛，因处理乌鲁木齐七·五暴力事件取消参加八国集团峰会提前回国[1]，由戴秉国代为出席。[2]
- 印度总理：曼莫汉·辛格
- 巴西总统：路易斯·伊纳西奥·卢拉·达席尔瓦
- 墨西哥总统：费利佩·卡尔德龙
- 南非总统：雅各布·祖玛

## 7月8日
八国峰会领袖达成在2050年前减少百分之八十废气排放的协议。

## 7月9日
讨论减少温室气体排放的议题。